# 遵化市
遵化市是中华人民共和国河北省的一个县级市，由唐山市代管。市人民政府驻海都道2号。

## 历史

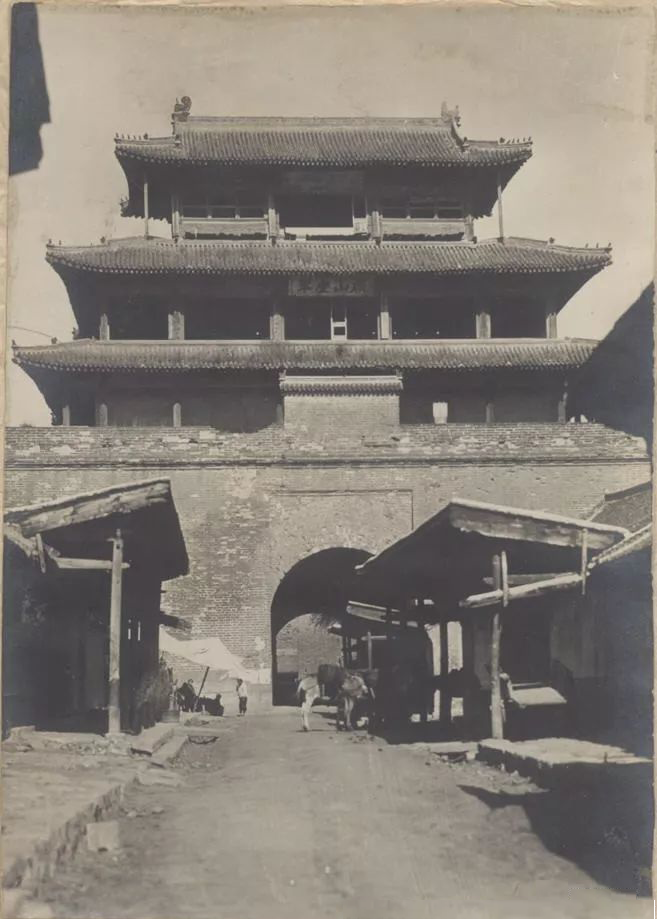
遵化城北门老照片，1932年

古代属于“右北平”。明朝时，这里曾是中国的冶铁中心。清太宗皇太極繞過袁崇煥的寧錦防線，自喜峰口直下遵化，直抵京師城下。

## 行政区划
遵化市下辖2个街道办事处、20个镇、2个乡、3个民族乡：
华明路街道、文化路街道、遵化镇、堡子店镇、马兰峪镇、平安城镇、东新庄镇、新店子镇、党峪镇、地北头镇、东旧寨镇、铁厂镇、苏家洼镇、建明镇、石门镇、崔家庄镇、西留村镇、兴旺寨镇、西三里镇、团瓢庄镇、娘娘庄镇、侯家寨镇、西下营满族乡、汤泉满族乡、东陵满族乡、刘备寨乡和小厂乡。

## 人口
2022年，遵化市常住人口70.28万人，比上年增长0.04万人，其中城镇人口40.23万人，增加0.29万人。常住人口城镇化率57.24%，比上年提高0.38个百分点。有满、回、蒙、壮、朝鲜族等少数民族28个。

## 經濟
遵化市为较具实力的县市之一，2010年其综合竞争力位居河北省各县（市）的第三位，全国县域经济百强县（市）的第五十九位，2009年遵化市GDP总量392亿元（合57亿美元）。

## 交通
- 铁路：唐遵铁路、大秦铁路遵化北站
- 公路： 长深高速、 112国道、 230国道、 264省道、 356省道

## 中学
有遵化一中、遵化二中、遵化三中、遵化市高级中学等。其中遵化二中和遵化三中只有初中；遵化一中当前只有高中，该市大部分大学生都出自该中学。遵化市高级中学只有高中，地点在遵化一中的老校区（现在已经搬迁至华明南路）。

## 名胜古迹
- 世界文化遗产清东陵等。清代皇帝陵区有河北易县清西陵与遵化清东陵[3]